# Václav Bolemír Nebeský

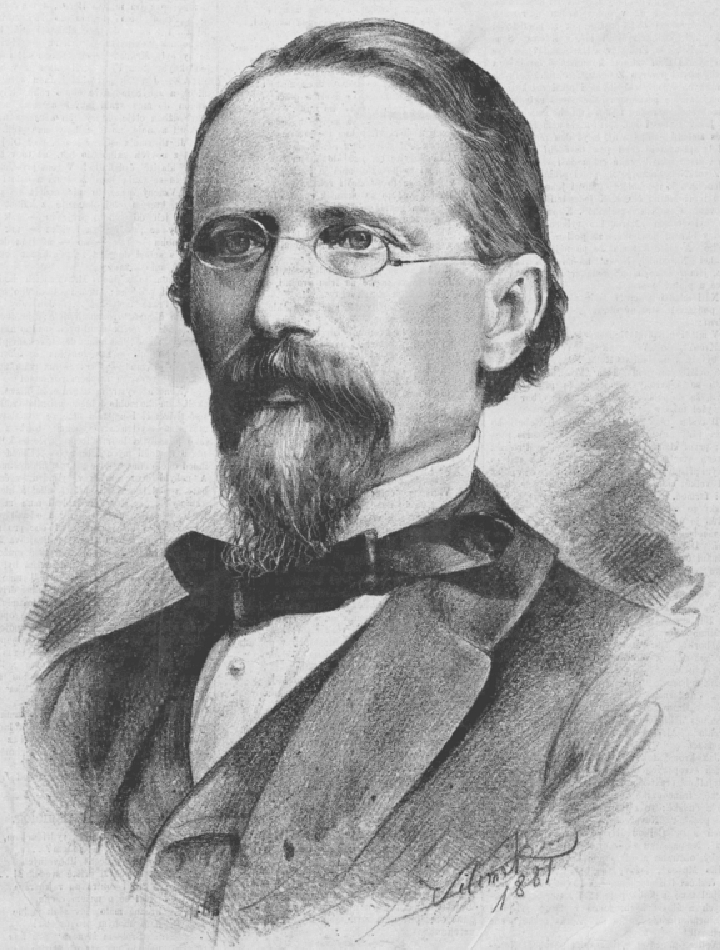
Václav Bolemír Nebeský

Václav Bolemír Nebeský (* 18. August 1818 in Nový Dvůr; † 17. August 1882 in Prag) war ein tschechischer Dichter.

## Leben
1836 legte Nebeský das Abitur ab und studierte an der philosophischen Fakultät der Prager Karls-Universität. 1843 zog er nach Wien, unterbrach das Studium und war als Hauslehrer tätig. 1846 kehrte er nach Prag zurück und war als Erzieher beim Präsidenten des Tschechischen Museums, dem heimatverbundenen Ritter Jan Norbert z Neuburka. Er nahm auch rege am kulturellen Leben teil, war mit Boleslav Jablonský, Josef Kajetán Tyl, Karel Jaromír Erben befreundet und seit 1843 auch mit Božena Němcová. 
1848 wurde er in den Nationalausschuss gewählt, in dem er den Slawenkongress vorbereitete und als Abgesandter des Reichsrats an den Versammlungen in Wien in Kremsier teilnahm. Gedanklich schloss er sich den Volksaufklärern František Palacký und Karel Havlíček Borovský an. Zu dieser Zeit begann er auch in Zeitungen, darunter dem Volksblatt zu publizieren.
1849 habilitierte er in griechischer Geschichte und tschechischer Literatur. 1850 wurde er als Nachfolger von Jan Erazim Vocel Redakteur der Zeitschrift Muzejník, die er bis 1861 leitete. 1851 kam die Stelle des Sekretärs des Tschechischen Museums hinzu und Verwalter der Museumskasse. 1874 erkrankte er schwer und ging frühzeitig in den Ruhestand. Er war aktiv tätig für Matice česká, Umělecká beseda und für den Verein zum Bau des Nationaltheaters.

## Werke
Seine Liebe war die Poesie. Neben seinen eigenen Büchern übersetzte er Dramen griechischer Dichter und war begeisterter Anhänger der Werke von Johann Wolfgang von Goethe, Heinrich Heine, Nikolaus Lenau, George Gordon Byron, Adam Mickiewicz, Juliusz Słowacki, Alexander Sergejewitsch Puschkin und Karel Hynek Mácha. Er war auch als Literaturkritiker tätig. 
In seinen philosophischen Beiträgen beschrieb er diese Wissenschaft als nicht wegzudenkenden Bestandteil der nationalen Bildung. Er vertrat Gedanken von Friedrich Wilhelm Joseph von Schelling, Johann Gottlieb Fichte, Georg Wilhelm Friedrich Hegel und Johann Gottfried Herder.

### Veröffentlichungen in deutscher Sprache
- Geschichte des Museums des Königreiches Böhmen, Selbstverlag des Museums, 1868

### Bücher in tschechischer Sprache
- Protichůdci, 1844
- Dějiny Musea Království českého, 1868
- O literatuře, ed. M. Heřman, 1953

### Zeitschriftenbeiträge
- Několik slov o filosofii, ČČM 1846
- Příspěvky k historii literatury české, Literatura lidu, Alexandreis česká, Mastičkář, ČČM 1847
- Od 11. března do 11. června, ČČM 1848
- Stará literatura česká, ČČM 1850
- W. Shakespeare, ČČM 1851
- Tragické básnictví Řeků, ČČM 1853
- O španělských romancích, ČČM 1856
- Calderón de la Barca, ČČM 1858
- O novořeckém národním básnictví, ČČM 1863

### Übersetzungen
- Aristophanes: Acharnští, 1849 sowie Rytíři, 1850 und Žáby (Die Frösche - Batrachoi), 1870
- Aischylos: Prométheus, 1862 sowie Eumenidy, 1862
- Novořecké národní písně (Neugriechische Nationallieder), 1864
- Kytice ze španělských romancí (Ein Blumenstrauß spanischer Romanzen), 1864 (mit Josef Čejka)
- Terentius: Bratří, 1871 (Adelphoe - Die Brüder)
- Plautus: Pleníci, 1873.
- Básně (Gedichte) 2005. ISBN 80-7106-598-6.